# Vlag van Herkingen

Vlag van Herkingen

De vlag van Herkingen toont hetzelfde beeld als het wapen en is tot stand gekomen in overleg met de dorpsraad. Op de vlag zijn er drie krabben en een geopende oester te zien. Het geheel wijst blijkbaar op de locatie aan de kust en de verzameling van krabben en oesters. Voor Herkingen staat een rode krab op goud bekend als een symbool van heerlijkheid. Die is opgenomen in de gemeentevlag van het nieuwe Dirksland.
De vlag werd op 9 juni 2020 in gebruik genomen.

## Verwante afbeeldingen

Het wapen van Herkingen
De gemeentevlag van Dirksland

Achthuizen
· Den Bommel
· Dirksland
· Dubbeldam
· Goedereede
· Gouderak
· Heerjansdam
· Herkingen
· Hoek van Holland
· Kaag
· Katwijk
· Kijkduin
· Klaaswaal
· Lekkerkerk
· Lisse
· Maasdam
· Maasland
· Melissant
· Middelharnis
· Nieuwe-Tonge
· Noordeloos
· Ooltgensplaat
· Ouddorp
· Oude-Tonge
· Rijnsburg
· Rockanje
· Scheveningen
· Sommelsdijk
· Stad aan 't Haringvliet
· Stellendam
· Tiengemeten
· Valkenburg
· Wieldrecht